# Новопетровка (Смолинская поселковая община)
Новопетровка (укр. Новопетрівка) — село в Смолинской поселковой общине Новоукраинского района Кировоградской области Украины.
До 2020 года входило в Маловисковский район
Население по переписи 2001 года составляло 406 человек. Почтовый индекс — 26223. Телефонный код — 5258. Код КОАТУУ — 3523183805.